# Doka

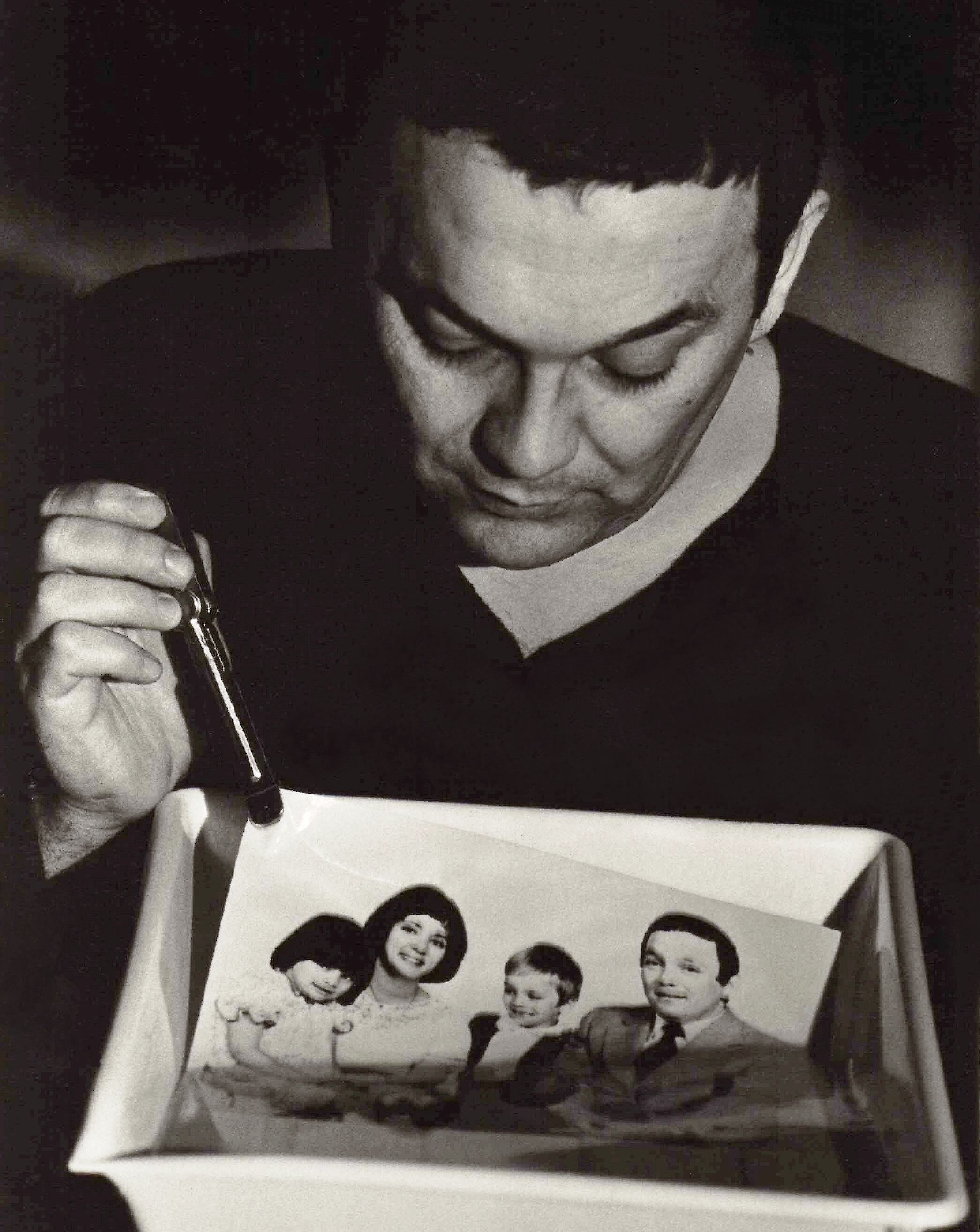
Het ontwikkelen van een foto in de doka

Een donkere kamer of doka (een lettergreepwoord, gevormd uit donkere kamer) is een lichtdichte ruimte die geheel donker kan worden gemaakt, zodat er met lichtgevoelige materialen kan worden gewerkt, met name voor de fotografie. Bij veel soorten zwart-witmateriaal kan wel bij speciaal rood, niet te fel oranje, of lantaarnpaalgeel (natriumdamp) licht worden gewerkt.
Het hart van iedere doka is de vergroter: licht van een (naar buiten afgeschermde) lichtbron wordt gebundeld door een condensor en/of een diffuser en schijnt dan door het negatief. Een lens (objectief) projecteert het negatief op een grondplank, waarop de fotograaf na het scherpstellen in het donker een vel lichtgevoelig papier deponeert en dat dan gedurende een aantal seconden belicht, waarbij nog kunstgrepen kunnen worden gebruikt om bepaalde onderdelen van het negatief meer licht te geven ('doordrukken') of andere voor overbelichting te behoeden ('tegenhouden'). Het belichte papier gaat dan in een serie baden om het te ontwikkelen en te fixeren. Hierna wordt de foto nog gespoeld en gedroogd.
In de jaren 50 t/m 80 hadden veel fotoamateurs een doka, omdat met name in zwart-witfoto's heel goede resultaten konden worden geboekt voor een redelijke prijs, veel beter dan de afdrukken die uit de winkel kwamen.
Met de opkomst van de kleurenfotografie veranderde dit: zelf doen was bewerkelijk, erg duur en erg kritisch met betrekking tot de gebruikte temperaturen en processen: het was zeer moeilijk om consistente resultaten te bereiken.
Hier hadden de foto's uit de winkel al spoedig weinig concurrentie meer te duchten.
Met de opkomst van de digitale fotografie raakte de doka nog verder in onbruik: alle bewerkingen konden digitaal worden uitgevoerd. Inmiddels is fotografie op film alleen nog maar een niche-markt voor liefhebbers en speciale toepassingen.